# Gud har sin sol igen uppsatt
Gud har sin sol igen uppsatt är en svensk morgonpsalm skriven av Haquin Spegel. Den sjunde versen uteslöts av Jesper Svedberg i hans psalmbok, men återinsattes senare.

## Publicerad i
- Den svenska psalmboken 1694 som nummer 423 under rubriken "Morgon och Afton Psalmer".
- 1695 års psalmbok som nummer 361 under rubriken "Morgon-Psalmer".[1]